# Lioli FC

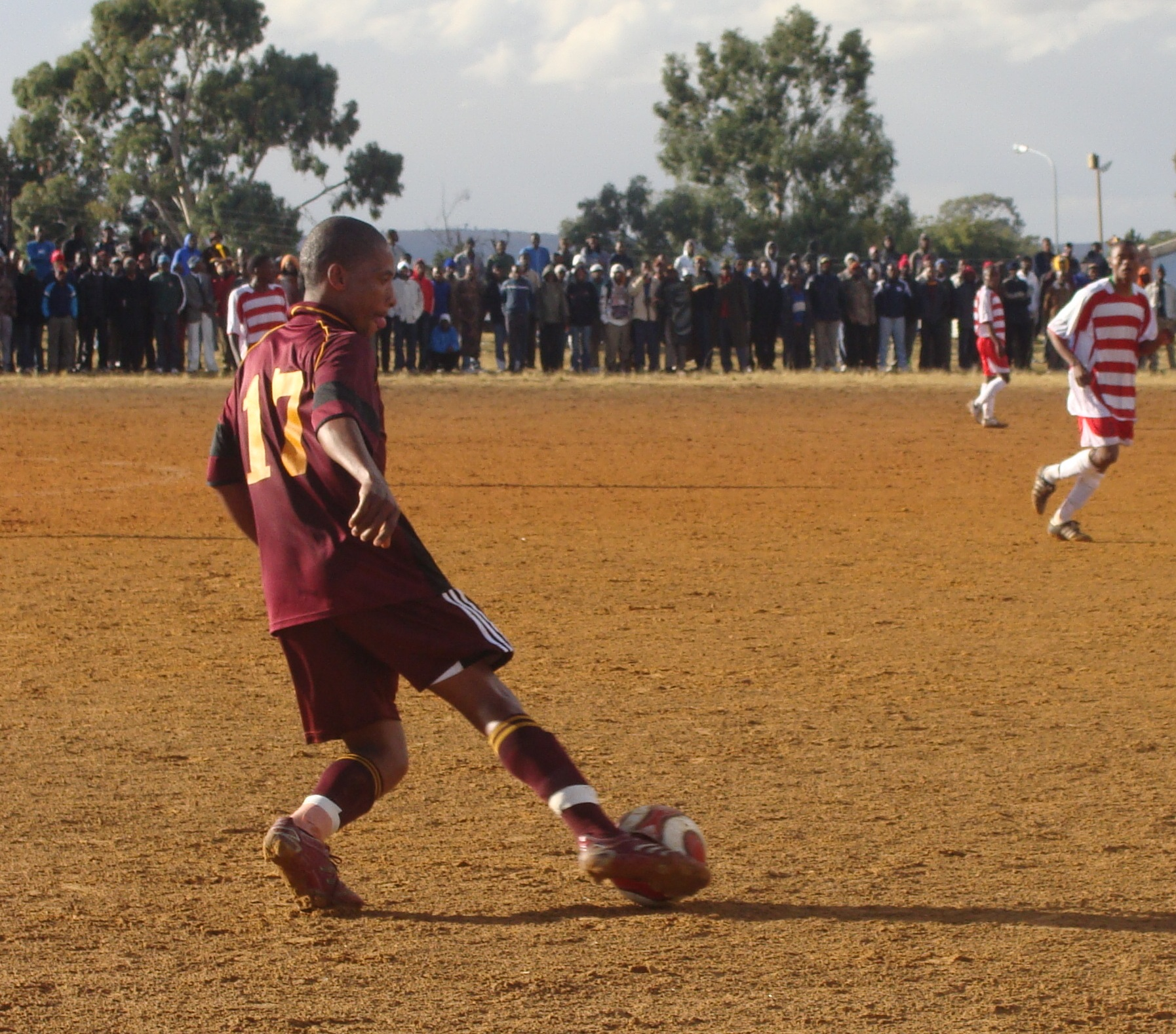
Erstligaspiel 2009, im Vordergrund ein Spieler des Lioli FC

Der Lioli FC [diˈʊdi] ist ein Fußballverein aus Teyateyaneng, Lesotho. Er trägt seine Heimspiele im Lioli Ground (3.000 Plätze) aus. Lioli (Sesotho) ist der Plural von seoli, Bartgeier.
Der Verein wurde 1934 gegründet und ist einer der erfolgreichsten Vereine des Landes. Er gewann 1985 seine erste Meisterschaft in der Lesotho Premier League. Er musste danach 24 Jahre warten, bis er 2009 seine zweite Meisterschaft gewinnen konnte. Seitdem gehört der Verein zu den Spitzenteams. 2013, 2015 und 2016 gewann er seinen dritten bis fünften Titel. Den nationalen Pokal konnte man ebenfalls bisher fünfmal gewinnen. Durch die Erfolge qualifizierte er sich mehrmals für die afrikanischen Wettbewerbe.

## Erfolge
- Lesothischer Meister: 1985, 2009, 2013, 2015, 2016, 2024, 2025
- Lesothischer Fußballpokal: 1984, 2006, 2007, 2010, 2014, 2016, 2018

## Statistik in den CAF-Wettbewerben
| Wettbewerb                          | Runde    | Gegner                | Hinspiel | Rückspiel |  |
| ----------------------------------- | -------- | --------------------- | -------- | --------- |  |
|                                     |          |                       |          |           |  |
| African Cup Winners’ Cup 1985       | 1. Runde | Gweru United FC       | 1:1 (H)  | 1:2 (A)   |  |
| African Cup of Champions Clubs 1986 | Vorrunde | Maji Maji FC          | 2:3 (H)  | 0:4 (A)   |  |
| CAF Champions League 2014           | Vorrunde | CD Primeiro de Agosto | 0:2 (A)  | 2:1 (H)   |  |
| CAF Champions League 2016           | Vorrunde | Vital’O FC            | 1:2 (H)  | 1:0 (A)   |  |
| CAF Champions League 2017           | Vorrunde | CAPS United           | 0:0 (H)  | 1:2 (A)   |  |